# 한지수
한지수(1983년 10월~)는 2008년 8월 22일, 다이빙 자격증을 따기 위해 온두라스 로아탄섬에 머물던 중 현지에서 발생한 네덜란드 여성 살인 사건에 휘말린 대한민국 여성이다. 한지수는 2009년 8월 27일, 이집트 공항에서 체포되어 온두라스에서 구금을 당하였고, 2010년 10월, 무죄 판결을 받고 풀려났다.

## 같이 보기
- 오스트레일리아의 대외 관계
- 대한민국의 대외 관계